# Nicolas Roumiantzoff
Nicolas Roumiantzeff-Pachkevitch dit Nicolas Roumiantzoff, né le 9 mai 1906 à Yanovka en Russie tsariste et mort le 15 avril 1988 à Paris en France, est un officier de la Légion étrangère puis de l'armée de terre française (colonel puis général de brigade à la retraite), de 1926 à 1962.

## Jeunesse
Nicolas Roumiantzoff est né, avant la chute de l'Empire de Russie, dans une famille d'officiers militaires russes,. 
Il est, si l'on se réfère à sa biographie,, un descendant du général russe Piotr Alexandrovitch Roumiantsev qui, en 1774, fut promu maréchal et reçut le patronyme d'honneur et de victoire de Zadunaisky (littéralement, "Transdanubien"), après avoir défait l'armée ottomane.
À leur arrivée en France, poussés par la Guerre civile russe qui les a obligés à fuir la Russie, sa grand-mère et lui trouvent refuge au château de Kernévez en Bretagne, auprès des Budes de Guébriant qui les accueillent,. 
Son patronyme aurait ensuite été francisé à l'état civil de Rumyantsev/Roumiantsev à Roumiantzeff (mais se prononce, comme en russe, "Roumiantzoff").
Il est élève au lycée parisien Stanislas, puis il entre à l'École spéciale militaire de Saint-Cyr en 1924, à titre étranger, et en sort sous-lieutenant (« promotion du Rif ») en 1926.

## Entre-deux guerres
Le sous-lieutenant Nicolas Roumiantzoff est affecté à la Légion étrangère et sert au 1er régiment étranger de cavalerie (1er REC), en Tunisie (1927-1929), puis au Maroc (1929-1935). 
Lieutenant en 1928, il reçoit en 1932 le commandement du 3e escadron des cavaliers tcherkesses en Syrie (1932-1935). En 1936, il est de nouveau affecté au 1er REC, d'abord au Maroc puis en Tunisie.
Il obtient la nationalité française en juin 1939,.

## Seconde Guerre mondiale
En avril 1940, il participe, avec son escadron à cheval, à la campagne de France, au sein du groupement de reconnaissance divisionnaire no 97 (GRD 97). Blessé le 24 mai 1940, il est fait prisonnier. Il s'évade puis, après l'armistice, est de nouveau affecté au 1er REC au Maroc. Incarcéré à Ceuta pour avoir essayé de rejoindre la France libre, il s'évade puis rejoint les « Français libres » à Londres, en décembre 1941.
Promu au grade de capitaine, il est affecté à l'état-major du général de Gaulle. 
En février 1942, il débarque à Beyrouth et devient commandant en second du Groupement de Reconnaissance de Corps d'Armée (GRCA), unité qui deviendra plus tard le 1er Régiment de Marche de Spahis Marocains (1er RMSM). Il est de nouveau blessé en août 1942 en Libye. Il se distingue ensuite au combat de l'Himeimat lors de la bataille d'El Alamein. 
Chef d'escadrons en 1943, il s'illustre en Tunisie au combat de l’oued Gragour, où il bloque l'offensive du général allemand Rommel. Il est intégré avec son unité à la « force L » du général Leclerc. Le 2 juin 1943, il est décoré de la croix de la Libération par le général de Gaulle.
Il rejoint la 2e division blindée et fait mouvement vers l'Angleterre avec son unité, le régiment de marche des spahis marocains, en mai 1944. 
Promu lieutenant-colonel en juin 1944, il débarque en Normandie le 1er août 1944, avec la 3e armée américaine. Il est le premier, avec son groupement léger, à atteindre la place de l'Étoile à Paris, le 25 août 1944. 
Poursuivant les combats en France, il devient chef d'état-major de la 10e division d'Infanterie fin septembre 1944.

## IndochineetAfrique du Nord
À l'issue de la guerre, le lieutenant-colonel Roumiantzoff est affecté au cabinet militaire du ministère de la Défense, puis, après un bref séjour à Beyrouth, rejoint l’Indochine en 1948 en qualité de commandant du secteur de Quảng Trị. En janvier 1949, il est blessé une troisième fois. En octobre de la même année, il prend le commandement du secteur Est du Cambodge. En 1950, il prend le commandement du 4e Régiment de Chasseurs d'Afrique (4e RCA), dans le sud tunisien. 
En 1953, il est promu au grade de colonel et sert de nouveau en Indochine, où il commande le groupement mobile n°3.
En 1955, il commande le groupement mobile n°7 à Saarburg (Allemagne) avant de rejoindre l'Algérie, pour y être affecté au commandement du secteur d'Aflou en 1959.

## Retour en métropole
De retour en France métropolitaine, le colonel Roumiantzoff est affecté à l’état-major de la 8e Région militaire et prend, en 1961, le commandement de la subdivision de Chambéry.
Titulaire de 22 citations (dont 11 citations à l'ordre de l'armée) durant sa carrière militaire, il est inscrit sur liste d'aptitude et promu au grade de général de brigade en janvier 1962, affecté en 1re section des officiers généraux puis, à sa demande, en 2e section et mis à la retraite au mois de juillet de la même année.

## Décès
Retiré à Paris, le général Roumiantzoff meurt à l'âge de 81 ans à l’hôpital militaire du Val-de-Grâce, le 15 avril 1988. Ses obsèques ont lieu en l’église Saint-Louis des Invalides. Il est inhumé à Saint-Pierre-de-Rivière dans l’Ariège.

## Vie privée
Le 30 octobre 1947, il épouse Pierrette Adrienne Naudi (10 juin 1918 à Foix – 22 février 2008 en Suisse), qui avait été mannequin (connue après-guerre sous le nom de « Pâquerette »). Il est le père de Nicolas Pierre Roumiantzoff (né le 31 mars 1956 à Neuilly-sur-Seine),, qui est avocat aux barreaux de Paris et de Lausanne, et le grand-père de Natacha Roumiantzoff (née en 1988).

## Décorations

### Françaises
- Grand officier de la Légion d'honneur[4],[10]
- Compagnon de la Libération par décret du 2 juin 1943[4]
- Croix de guerre 1939-1945 (10 citations)
- Croix de guerre des Théâtres d'opérations extérieurs (5 citations)
- Croix de la Valeur militaire avec palme
- Croix du combattant volontaire de la guerre de 1939-1945
- Croix du combattant
- Médaille coloniale avec agrafes "Libye", "Tunisie 1942-43", "Extrême-Orient"
- Chevalier de l'ordre du Mérite social
- Médaille commémorative française de la guerre 1939-1945
- Médaille commémorative des services volontaires dans la France libre
- Médaille commémorative de la campagne d'Indochine
- Médaille commémorative des opérations de sécurité et de maintien de l'ordre avec agrafe "Algérie"
- Insigne des blessés militaires

### Américaines
- Distinguished Service Cross (USA)[11]

### Britanniques
- Ordre du Service distingué (GB)
- Croix militaire (GB)

### Autres
- Commandeur du Nichan Iftikhar (Tunisie)
- Commandeur du Ouissam alaouite (Maroc)

### Sources et bibliographie
- Division histoire et patrimoine de la Légion étrangère (DHPLE)
- Képi blanc
- Table des rangs